# Acclaimed Music
Acclaimed Music è un sito web creato da Henrik Franzon, un esperto di statistica di Stoccolma, Svezia nel settembre 2001. Franzon ha aggregato statisticamente centinaia di liste pubblicate di critiche che classificano canzoni e dischi secondo classificazioni per anno, decennio e di sempre. Le liste create da lettori di riviste o siti web sono escluse dall’aggregazione. L’autore Michaelangelo Matos scrive: "Il metodo di Franzon è imperfetto, ma come indicatore dell’appeal complessivo sulla critica è difficile da battere."
Secondo le liste aggregate più recentemente del sito, Pet Sounds dei Beach Boys è l’album il più acclamato di sempre, e Like a Rolling Stone di Bob Dylan la canzone la più acclamata. Anche, secondo il sito, i Beatles sono il più acclamato gruppo, Bob Dylan il cantautore il più acclamato, e Madonna la cantautrice la più acclamata.